# Movimento da Luta Árabe pela Libertação de Ahvaz
O Movimento de Luta Árabe pela Libertação de Ahwaz (em árabe: حركة النضال العربي لتحرير الأحواز, translit. ḥarakat an-nidhāl al-arabiː litaħriːr al-aḥwāz; em inglês:  Arab Struggle Movement for the Liberation of Ahwaz, abreviado ASMLA) é um grupo rebelde separatista e nacionalista árabe que defende a secessão da província do Khuzistão — majoritariamente árabe — do Irã e o estabelecimento de um Estado soberano árabe, um objetivo que está tentando alcançar travando um conflito direto e violento contra o Irã. 
Com sede na Dinamarca e nos Países Baixos, a organização assumiu a responsabilidade por vários assassinatos, ataques contra infra-estrutura de energia e alvos civis fáceis, incluindo os atentados bombistas de Ahvaz de 2005–2006 e o ataque a um desfile militar em Ahvaz em 2018. O grupo é atualmente classificado como uma organização terrorista pelo governo iraniano.
A organização, assim como outros grupos separatistas árabes, se beneficiam do apoio financeiro e logístico do mundo árabe e especialmente da Arábia Saudita.